# De Young Museum
El de Young Museum, también conocido simplemente como de Young (anteriormente llamado M.H. de Young Memorial Museum), es un museo de arte ubicado en el parque del Golden Gate en San Francisco. Fue nombrado en honor al periodista Michael H. de Young, cofundador del San Francisco Chronicle.
Como parte del acuerdo que creó el Museo de Bellas Artes de San Francisco en 1972, la colección de Young de arte europeo fue enviada al Museo Legion of Honor (California Palace of the Legion of Honor). En compensación, el museo de Young recibió el derecho a mostrar el grueso de la colección antropológica, que incluye significativas obras precolombinas de Teotihuacán y Perú, así como arte tribal indígena del África subsahariana.

## Historia
El museo abrió sus puertas en 1895 como parte de la Exposición Internacional de California de 1894. Un terremoto en 1989 dañó severamente el edificio, por lo que fue demolido. 
A finales de los 90 se convocó un concurso para diseñar un nuevo edificio, resultando ganador el proyecto de la firma suiza Herzog & de Meuron y el estudio local Fong & Chan. Para ayudar a resistir futuros terremotos, el edificio «puede moverse hasta tres pies (91 centímetros) gracias a un sistema único de placas deslizantes con rodamientos y amortiguadores que absorben la energía cinética y la convierten en calor». El nuevo de Young fue abierto en octubre de 2005. 

## Arquitectura
El nuevo edificio proporciona espacios abiertos y llenos de luz que facilitan y mejoran la experiencia de visualización de arte. El exterior está revestido de cobre, que se espera que finalmente se oxide y adquiera un tono verdoso y una textura distinta, similar a la de los eucaliptos cercanos.
Algunos elementos históricos del antiguo de Young se han conservado o reconstruido, como las esfinges, las palmeras originales y el Estanque del Encanto (Pool of Enchantment).